# 曼弗雷德·内林格尔
曼弗雷德·内林格尔（德語：Manfred Nerlinger，1960年9月27日—），德国男子举重运动员。他曾代表西德、德国参加1984年、1988年、1992年和1996年夏季奥林匹克运动会举重比赛，获得一枚银牌和二枚铜牌。